# Mimeusemia ceylonica
Mimeusemia ceylonica là một loài bướm đêm trong họ Noctuidae.